# Joodse begraafplaats (Harlingen)
Harlingen heeft één Joodse begraafplaats. Deze ligt op een apart deel van de Algemene Begraafplaats aan de Begraafplaatslaan. Deze dodenakker is in gebruik sinds 1870 en werd in 1909 uitgebreid.
Vóór 1870 werden de doden begraven aan de Willemskade. In 1953 werd deze oude begraafplaats geruimd. De resten en grafstenen werden overgebracht naar de nieuwe begraafplaats. De oudste grafstenen tonen data van halverwege de 18de eeuw.
In 1832 heeft het perceel de kadastrale aanduiding Harlingen A 2000.
In 1947 werd de joodse gemeente Harlingen opgeheven en bij die van Leeuwarden gevoegd.

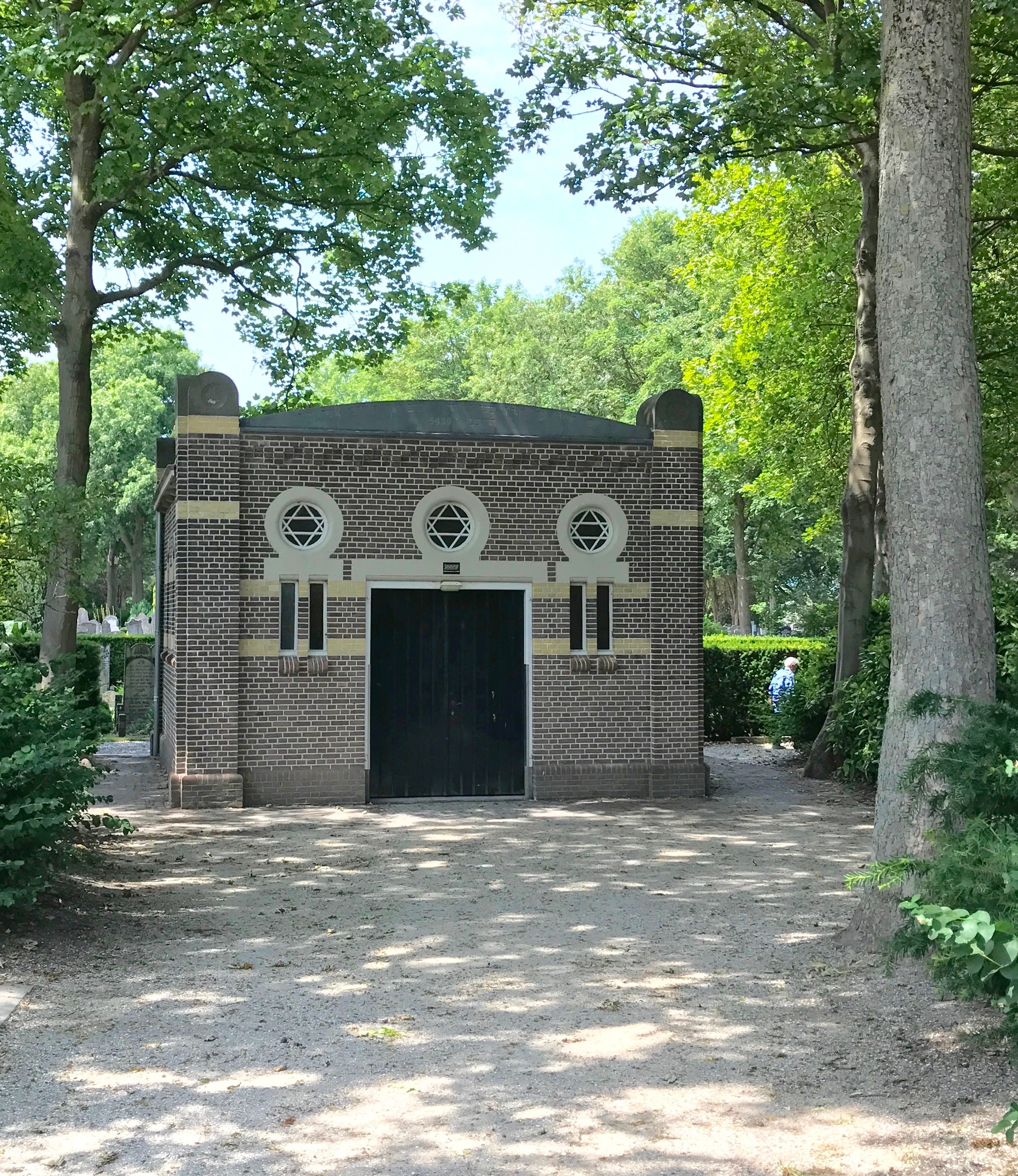
Reinigingshuis
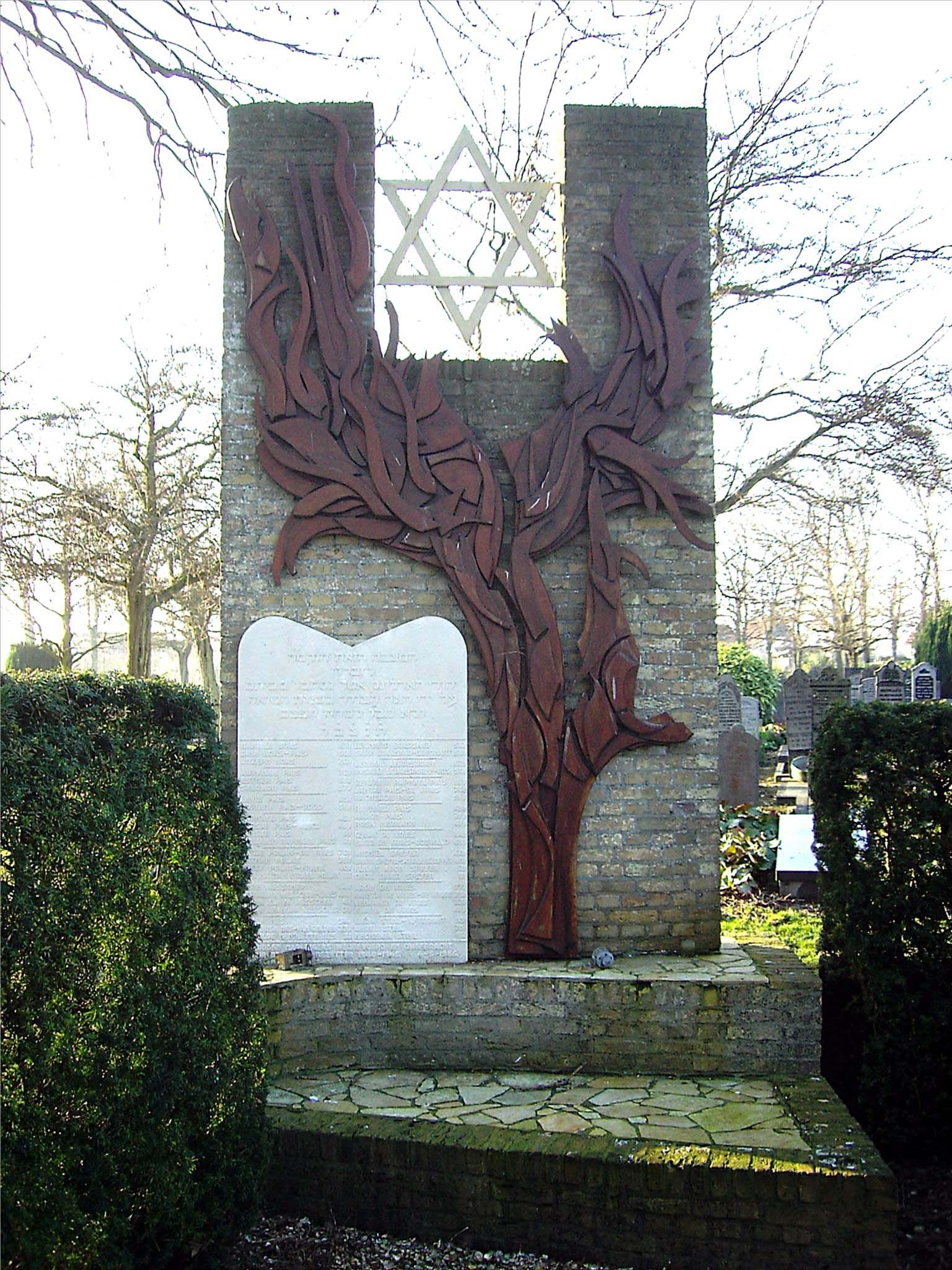
Joods monument